# Мужская сборная Украины по футзалу среди людей с недостатками слуха
Мужская дефлимпийская сборная Украины по футзалу — мужская футзальная сборная, которая представляет Украину на международных соревнованиях по футзалу среди людей с недостатками слуха. Становилась чемпионом мира 2007 года, чемпионом Европы 2010, 2014.

## История

### Чемпионат мира 2007
Турнир состоялся в Софии (Болгария). В своей группе украинцы не встретили серьёзного сопротивления, поочерёдно разгромив ОАЭ (10:0), Швецию (10:1), Норвегию (6:1) и Кувейт (9:0). В первом матче − против Узбекистана − «сине-жёлтым» присудили техническую победу (3:0) за неявку азиатских спортсменов. В четвертьфинале пришлось противостоять болгарам. Впрочем, ничего не помешало подопечным Александра Куницы выиграть (2:1).
В полуфинале украинские футболисты встретились с действующими чемпионы Европы − россиянами. Они, как и другие, проиграли: на три гола «сине-жёлтых» ответили лишь одним. В решающем поединке против Таиланда матч оказался тяжелым. Сначала на гол со штрафного Александра Чаленко соперники ответили двумя. Однако за десять минут до финального свистка Игорь Хозяинов сравнял счет, а в концовке матча неберущийся удар Дмитрия Пучкова принёс сборной Украины «золото» чемпионата мира. Лучшими бомбардирами команды стали Владимир Рой и Алексей Ярошевский, в активе которых по 9 голов.

### Чемпионат Европы 2010
С 6 по 14 ноября в швейцарском городе Винтертур прошёл третий чемпионат Европы по футзалу среди команд, составленных из игроков с недостатками слуха. Организаторами турнира выступили Европейская спортивная организация глухих (EDSO) и Швейцарская спортивная федерация глухих (FSSS), которых поддержал Европейский футбольный союз. В футзальном турнире среди мужских команд приняли участие 16 сборных, среди которых была и сборная Украины. Согласно жребию коллективы были разбиты на четыре группы. «Сине-жёлтые» попали в квартет А, где их соперниками стали бельгийцы, шведы и шотландцы.
Накануне старта Евро-2010 фаворитами считались сборные Испании, Украины, Нидерландов, Израиля, Португалии и России. Уже со стартовой встречи украинцы начали оправдывать ожидания специалистов, разгромив команду Бельгии со счетом 15:4. Более напряжённым выдался поединок со Швецией, в котором подопечные Александра Куницы праздновали успех с результатом 6:4. Не встретили сколько-нибудь серьёзного сопротивления «сине-жёлтые» в заключительном туре группового раунда, когда не оставили камня на камне от команды Шотландии − 17:0.
Обойдясь без очковых потерь в групповом раунде, сборная Украины на пути к решающему матчу в 1/8 финала оказалась сильнее Белоруссии − 4:3, в четвертьфинале нанесла поражение Турции − 6:3, а в полуфинале разгромила Нидерланды − 5:0. В финале украинцев ожидала встреча со сборной России, которая в другом полуфинале одолела Болгарию (4:1). Впрочем, создать достойное сопротивление украинской команде в решающем матче россияне не смогли, проиграв со счетом 5:1.

### Чемпионат Европы 2014
С 19 по 29 ноября в Болгарии проходил чемпионат континентального первенства. Сборная Украины, попав в группу «С» европейского чемпионата, одержала три победы подряд над командами из Беларуси (10:5), Молдовы (9:3) и Дании (5:2).
В четвертьфинале «сине-жёлтые» встретили жёсткое сопротивление швейцарской команды, но сумели вырвать победу со счетом 3:2. В полуфинальной встрече украинцы оказались сильнее соперников из Нидерландов — 6:4. В решающем матче турнира футзалисты сборной Украины, уступая после первого тайма со счетом 1:2, одержали волевую победу над командой России — 7:5.
Таким образом, «золото» европейского первенства досталось сборной Украины, серебро — команде России, а матч за «бронзу» выиграли футзалисты из Нидерландов, которые в овертайме «утешительного финала» преодолели сопротивление сборной Турции — 6:4. Полтавчанин Владимира Рия был признан лучшим игроком и бомбардиром чемпионата Европы в Болгарии, который забил в течение финальной части соревнований 11 голов. Киевлянин Дмитрий Украинец получил почётное звание лучшего вратаря турнира, а одессит Александр Кара — лучшего игрока средней линии.

## Результаты

### Чемпионат мира
- 2007; София, 1 место

### Чемпионаты Европы
- 2010; Винтертур, 1 место
- 2014; София, 1 место